# Pali-Kanon

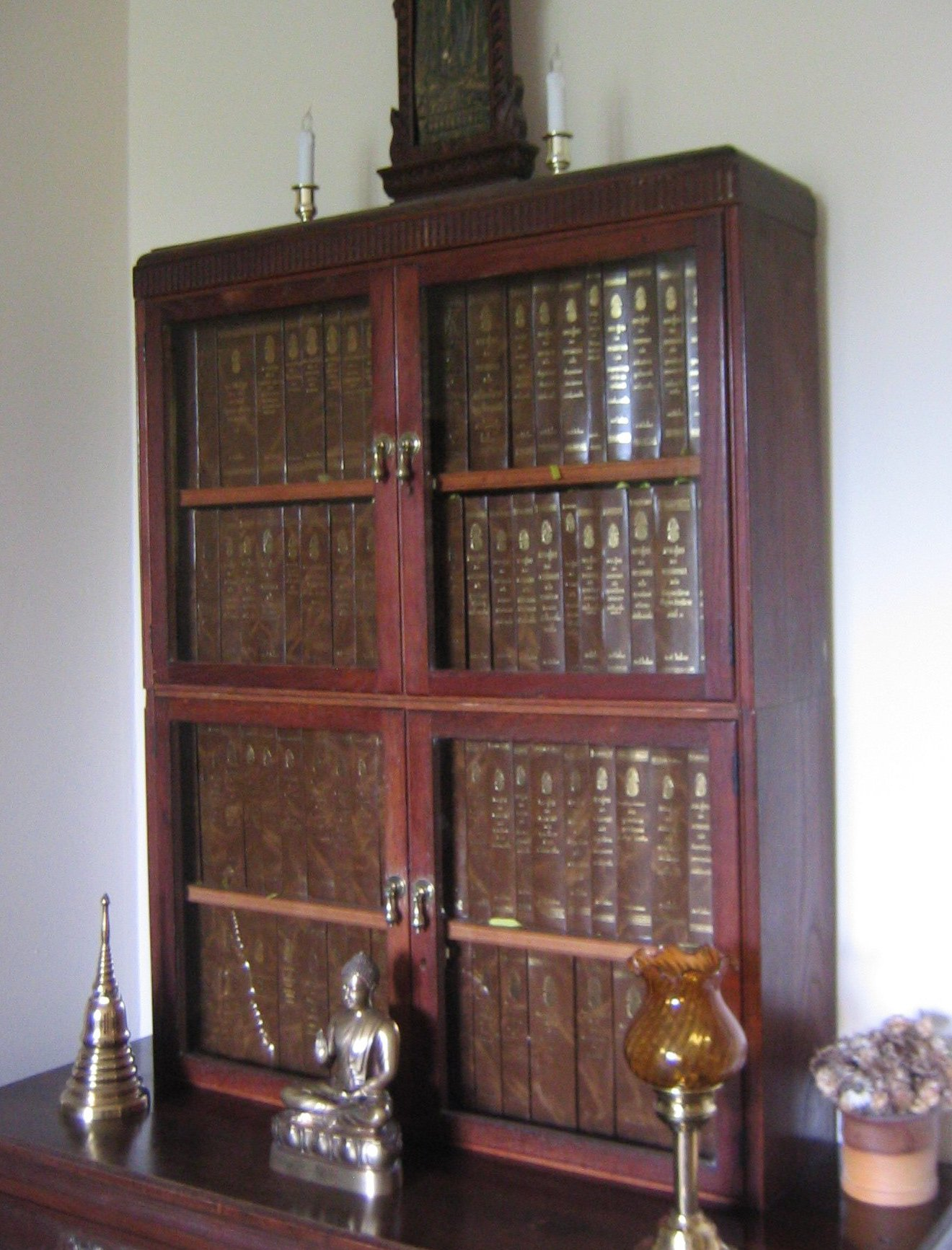
Thailändischer Pali Canon

Der Pali-Kanon ist die in der Sprache Pali verfasste älteste zusammenhängend überlieferte Sammlung von Lehrreden des Buddha Siddhartha Gautama. Die Sammlung ist ein Buddhistischer Kanon und wird durch die Bezeichnung Pali- von anderen derartigen Sammlungen wie dem „Sanskrit-Kanon“ oder dem „Chinesischen Kanon“ unterschieden.
Die andere übliche Bezeichnung „Dreikorb“ ist eine wörtliche Übersetzung von Tipiṭaka (Pali) und Tripitaka (Sanskrit). Sie weist auf die Gliederung der Textsammlung in drei große Teile („Körbe“) hin.

## Herkunft und Namen
Am besten erschlossen und als einziger buddhistischer Kanon vollständig in einer indischen Sprache erhalten ist der Pali-Kanon der Theravadins.  Die Pali-Überlieferung gehört zum ältesten Schriftgut des Buddhismus. Er geht auf die in Hinterindien und Ceylon verbreitete Vibhajyvāda-Sekte der Theravada-Richtung zurück. Der Kanon wurde unter König Vaṭṭagāmaṇī Abhaya (regierte von 89 bis 77 v. Chr.) bei Matale, Sri Lanka, schriftlich niedergelegt und bildet die Grundlage des Theravada.
Innerhalb der heutigen Theravada-Traditionen wird zwar die mittelindische Pāli-Sprache verwendet, jedoch in lokalen Schriften aufgezeichnet.

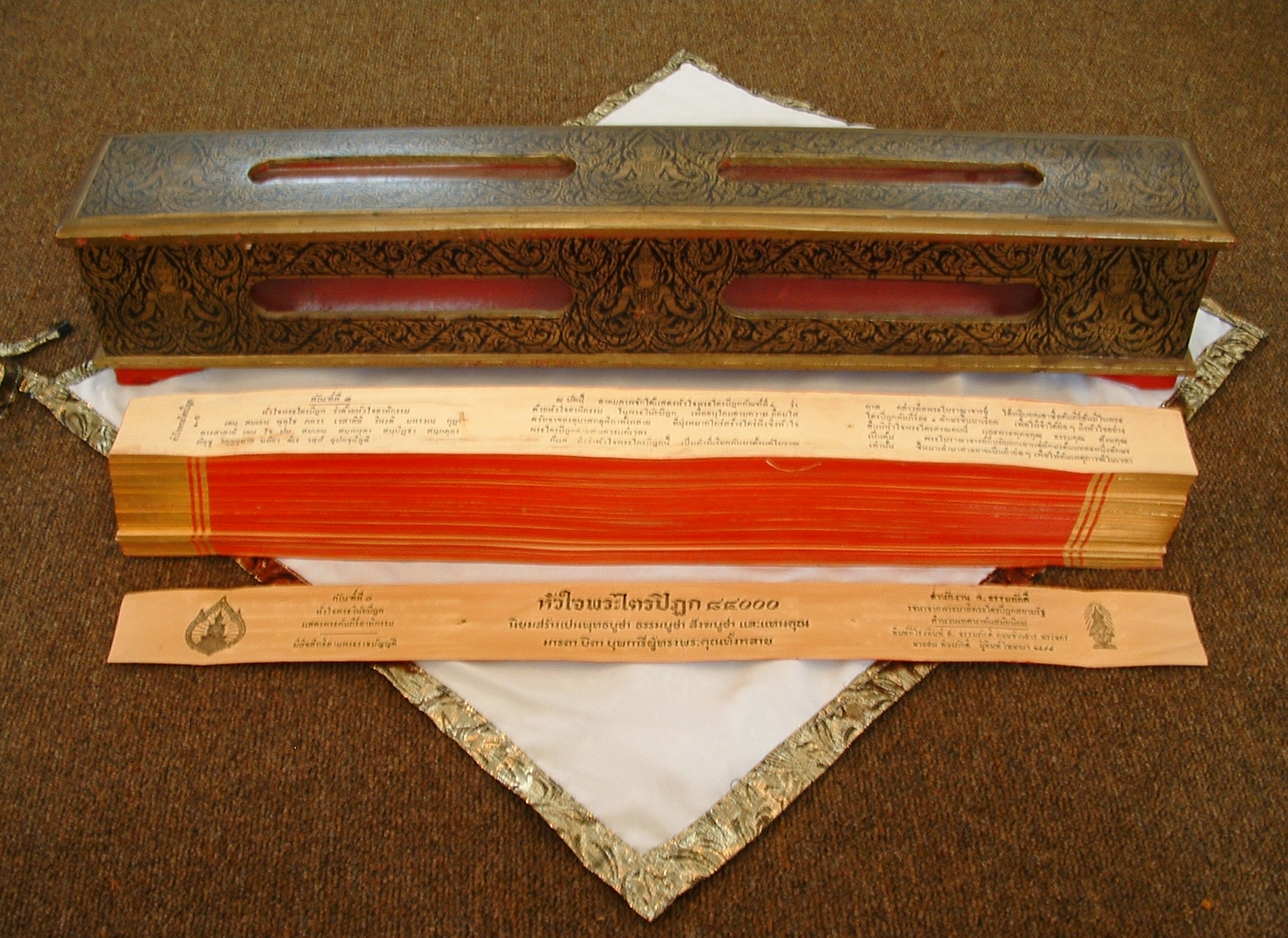
Palmblattmanuskript mit Teilen des Pali-Kanons auf Thai.

Bis zum 6. buddhistischen Konzil (1954–56 in Rangun) war der Kanon in Ceylon, Burma, Thailand, Kambodscha und Laos nur handschriftlich verbreitet. Üblicherweise wurde er auf Palmblättern (selten Holz) festgehalten. Insbesondere das vom jeweiligen birmanischen König angeregte erneute Abschreiben war üblich. Ausgaben auf anderen Materialien wie die wohl im 6. und 7. Jahrhundert entstandene, 1897 in Hmawanza (Birma) gefundene (auf Goldblättern), sind selten.
Gedruckt wurde dieser Kanon, angeregt durch das Interesse europäischer Forscher, erstmals im späten 19. Jahrhundert. Fälschlicherweise wurde und wird noch immer dieser Pali-Kanon als der ursprüngliche bzw. einzig richtige bezeichnet,- ein Irrtum, der auf die Indologen dieser Zeit zurückgeht. Die Ausgaben der Pali Text Society und die philologisch heute umstrittenen, doch poetischen deutschen Übersetzungen Karl Eugen Neumanns, sowie von Anton Gueth, entstanden im Zeitraum zwischen 1896 und 1917, haben ihn in westlichen Sprachen zugänglich gemacht.
Die Agama-Sutras des chinesischen Mahāyāna entsprechen inhaltlich im Wesentlichen dem Pali-Kanon.

## Inhaltsverzeichnis
Der Pali-Kanon ist in drei Teile (piṭaka, ‚Korb‘) unterteilt, die wiederum aus mehreren Sammlungen (nikāya), Abteilungen (vagga) und Abschnitten (nipāta) bestehen. Für die Angabe von Textstellen sind die hier in Klammern angegebenen Abkürzungen gebräuchlich.
1. (Vin) Vinayapitaka – Ordensregeln
  1. Maha Vibhanga – Mönchsregeln vgl. Patimokkha
  2. Bikkhuni Vibhanga – Nonnenregeln
  3. (Mhv) Mahavagga – Größere Unterteilung
  4. (Cv) Culla Vagga – Kleinere Unterteilung
  5. Parivara – Zusammenfassung
2. Suttapitaka – Lehrreden Buddhas
  1. (D, DN) Digha-Nikaya – Längere Lehrreden
  2. (M, MN) Majjhima-Nikaya – Mittlere Lehrreden
  3. (S, SN) Samyutta-Nikaya – Gruppierte Lehrreden
  4. (A) Anguttara-Nikaya – Angereihte Lehrreden
  5. Khuddaka-Nikaya – Kurze Texte
    1. (Khp) Khuddaka-Patha
    2. (Dhp) Dhammapada
    3. (Ud) Udana
    4. (It, Itv) Itivuttaka – Aphorismen
    5. (Sn, Snp) Sutta-Nipata – Bruchstücke
    6. Vimana-Vathu – Götterpalastgeschichten
    7. Peta-Vathu – Gespenstergeschichten
    8. (Thag) Theragatha – Sprüche der Mönche
    9. (Thig) Therígatha – Sprüche der Nonnen
    10. Jataka – Wiedergeburtsgeschichten
    11. (MNid) Maha-Nidesa – Kommentare
    12. (Pts) Pathisambhida-Magga – Kräfte der Heiligen
    13. Apadana – Erklärungen zur Heiligkeit
    14. Buddhavamsa – Legenden der 24 Buddhas vor Gautama
    15. Cariya Pitaka – Wandlungen
    16. Nettipakarana
    17. Petakopadesa
    18. (Mil) Milindapanha
3. (Abh) Abhidhammapitaka – Abhandlungen, Höhere Lehrreden
  1. (Dhs) Dhammasangani
  2. (Vibh) Vibhanga
  3. Dhatukatha
  4. (Pug) Puggalapannatti – Menschenkunde
  5. Kathavatthu – Streitpunkte
  6. (Yam) Yamaka – Gegensätze
  7. (Patth) Patthana – Bedingte Entstehung

## Post-kanonische Werke der Pali-Literatur
Nach der Abfassung der kanonischen Schriften entstanden noch weitere wichtige und oft zitierte Werke der Pali-Literatur. Zum Beispiel:
- (Vis) Visuddhimagga – Kommentare von Buddhaghosa

Weitere wichtige Kommentare wurden von Buddhadatta und Dhammapala verfasst. Bei manchen Büchern ist die Zuordnung zum Kanon umstritten. So sind in der thailändischen Fassung des Palikanon die drei Abteilungen Nettipakarana, Petakopadesa, Milindapanha nicht enthalten.